# JCSAT-2A
JCSAT-2A, connu sous le nom de JCSAT-8 avant son lancement, est un satellite de télécommunications en orbite géostationnaire exploité par le groupe SKY Perfect JSAT (JSAT), conçu et fabriqué par Boeing Satellite Systems sur la plateforme BSS-601. Il dispose d'une charge utile en bandes Ku et C et a été utilisé pour remplacer le satellite JCSAT-2 à la longitude 154° Est
,. Il couvre le Japon, l'Asie de l'Est, l'Australie et Hawaï,,.

## Description
Le satellite a été conçu et fabriqué par Boeing Satellite Systems sur la plateforme BSS-601. Il avait une masse au lancement de 2 460 kg (5 420 lb), une production électrique de 3,7 kW et une durée de vie nominale de 11 ans. Une fois replié pour le lancement, il mesurait 3,6 m × 2,7 m × 4,3 m (11,8 ft × 8,9 ft × 14,1 ft), et avec ses panneaux solaires et ses antennes déployés, ses dimensions étaient de 21 m × 4,3 m × 7,6 m (69 ft × 14 ft × 25 ft),.
Sa charge utile est composée de seize répéteurs en bande Ku de 57 MHz, ainsi que de onze de 36 MHz et cinq de 54 MHz en bande C, pour une largeur de bande totale de 1 578 MHz. Ses amplificateurs de puissance de forte intensité fournissaient une puissance de sortie de 120 watts en bande Ku et de 34 watts en bande C,.
L’empreinte en bande Ku couvre uniquement le Japon, tandis que les faisceaux en bande C couvrent le Japon, l’Asie de l'Est, l’Australie et Hawaï.

## Historique
En avril 2000, JSAT a commandé le satellite JCSAT-8 auprès de Boeing (qui avait acquis l’activité HS-601 de la Hughes) afin de remplacer JCSAT-2 à la position orbitale de 154° Est. Le satellite devait fournir une couverture sur le Japon, l’Asie de l’Est, l’Australie et Hawaï.
Un lanceur Ariane 44L a lancé avec succès JCSAT-8 le 29 mars 2002 à 01:29 UTC depuis le Centre spatial guyanais. Une fois correctement déployé, il a été renommé JCSAT-2A.